# Ezequiel Cabeza de Baca
Ezequiel Cabeza de Baca, född 1 november 1864 i Las Vegas, New Mexico, död 18 februari 1917 i Santa Fe, New Mexico, var en amerikansk politiker (demokrat).
Innan han blev politiker arbetade de Baca som lärare, posttjänsteman och journalist. Han publicerade från och med 1891 tillsammans med Antonio Lucero och Felix Martinez den inflytelserika spanskspråkiga veckotidningen La Voz del Pueblo i Las Vegas, New Mexico.
Han tjänstgjorde som den första viceguvernören i delstaten New Mexicos historia 1912-1917. Som demokraternas kandidat vann de Baca 1916 års guvernörsval. Han tillträdde 1 januari 1917 som guvernör men insjuknade allvarligt sex veckor senare och avled.